# Mālpils (novads)
Mālpils (łot.: Mālpils novads) – jeden z łotewskich novadsów, funkcjonujący w latach 2009–2021.

## Historia
Novads powstało na terenach należących przed 2009 do rejonu Ryga.
W skład novadsu wchodził obszar pagastsu Mālpils. Jego stolicą została wieś Mālpils.
Zlikwidowany w ramach reformy administracyjnej 30 czerwca 2021. Wszedł w całości w skład nowego novadsu Sigulda.